# Phoroncidia quadrata
Phoroncidia quadrata là một loài nhện trong họ Theridiidae.
Loài này thuộc chi Phoroncidia. Phoroncidia quadrata được Octavius Pickard-Cambridge miêu tả năm 1879.